# 普利索韋
49°9′57″N 36°11′20″E / 49.16583°N 36.18889°E
普利索韋（烏克蘭語：Плисове）是位於烏克蘭東部的村莊，由哈爾科夫州洛佐瓦區的洛佐瓦市鎮負責管轄。該村始建於1796年，面積2.02平方公里，海拔高度141米，2001年人口537，人口密度每平方公里265.7人。